# Guillaume van Duvoorde

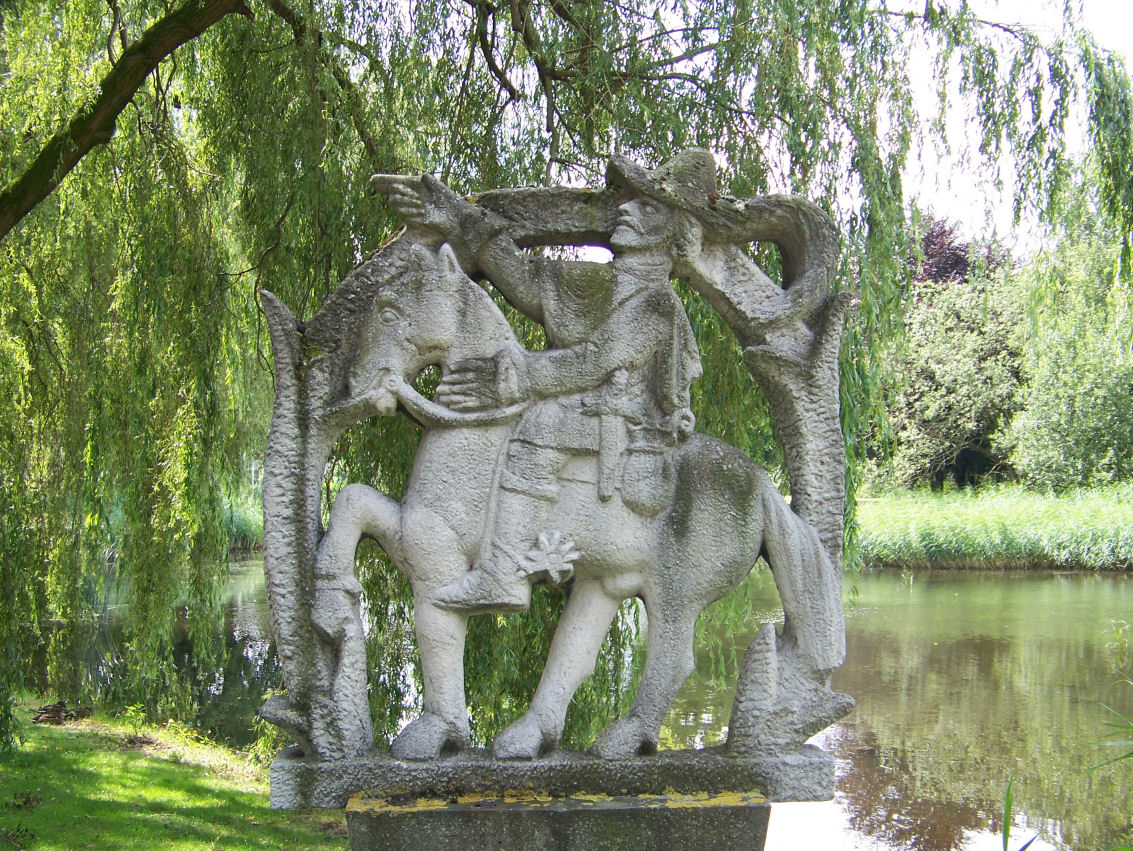
Guillaume van Duvoorde tel qu'il a été sculpté par l'artiste contemporain Niel Steenbergen. Oosterhout, Noord Brabant (Pays-Bas).

Guillaume van Duvenvoorde, ou plus usuellement dans l'usage de l'époque van Duvoorde, né en bâtardise vers 1290, d'abord connu sous le sobriquet de Guillaume Snickerieme, mort au château de Boutersem près de Malines le 12 août 1353, jour de la Sainte Claire, fut enterré à Bruxelles dans un magnifique tombeau au couvent des Riches-Claires, dédié à cette sainte, qu'il avait fondé non loin de la porte de Hal et qui ne s'établit à leur emplacement actuel qu'en 1588.
On y lisait cette épitaphe:
Hic jacet Wilhelmus de Duvenvoirde, dominus de Oosterhout, qui obiit anno Domini MCCCLIII in die B. Clare, qui erat XII Augusti
Il fut chambellan et trésorier du comte Guillaume III d'Avesnes, comte de Hollande. Il joua également un rôle de banquier et de diplomate.
Il était un fils bâtard de Philippe III van Duvoorde et un demi-frère de Jean I van Polanen.

## Ancienneté
L'ancienneté de cette famille remonte à l'an 913, elle descend en effet de Halewijn, cité à cette date comme burgrave du Rhin.

## Origine de la famille van Duvoorde

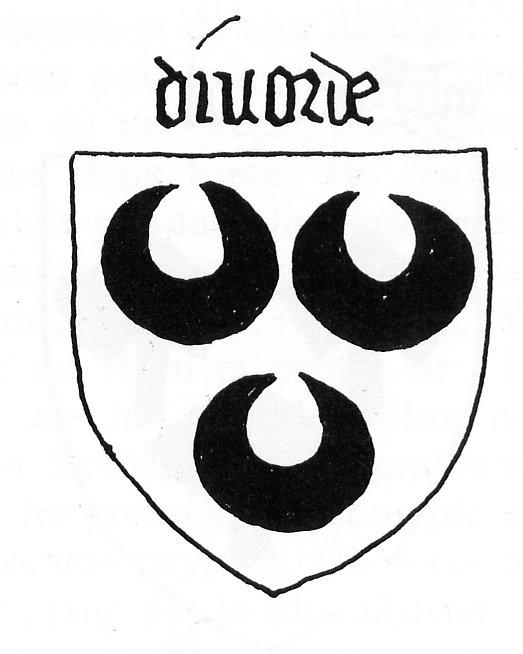
Armoiries de la famille van Duvoorde au XVe siècle (le nom a évolué en van Duvoorde, van Duvoort, van Divorde, van Dievoert).

La famille van Duvoorde, branche des Wassenaer, tire son nom du fief et château de Duivenvoorde.
Selon Gerard Goris, Les delices de la campagne a l'entour de la ville de Leide, Leide, 1713 (pp. 236, 237, 239, 248): "La Famille la plus ancienne et très illustre est celle de Wassenaer, (Veromerus, Wasserher, Veermeyer, Vassenarus) ayant son origine des anciens Vicomtes ou Burgraves de Leide et du château de Bretagne, seigneurs de toute la Rhinlande ; descendus de Claude Civil et Jule Paul (Julius Paullus son frère), jadis chefs dans la guerre et grands capitaines avec un titre royal parmi les Bataves, du premier desquels témoigne Tacite, Hist. IV cap. 13 qu’il estoit issu de haute et royale race…..Sa femme, Dame de Rome, estoit de la Famille Impériale de Valentien et de Théodose. Les croissants dans les armoiries de Wassenaer, signifient qu’ils ont de tous anciens tems eu la plus haute jurisdiction environ la mer en Batavie....Halewijn estoit Burg-graav l’an 913. De l’llustre et très ancienne lignée de Wassenaer la branche aînée est celle de Duvordt, Duvoort, Du-voort, Duvevord, Duvevoirt, Duvoorde, Duvenvoorde. De cette famille est descendu Guillaume de Duvoorde, Chevalier, fort renommé pour sa sagesse et grande industrie. Il avoit plus que septante mille florins de revenues par an, il mourut l’an 1353."
À la page 248 de son livre, Gerard Goris donne une poésie latine à la gloire des Wassenaer:
Claudius illius CIVILIS sanguinis author
Creditur : Ausoniis foedere iunctus erat.
(Claudius Civilis, croît-on, est l'auteur de cette race, il était allié aux Romains d'Ausonie par un pacte".
Le Rijksmuseum d'Amsterdam conserve un portrait de Lysbeth van Duvoorde  , fille de Thierry (Dirck) et épouse de Simon van Adrichem, avec cette inscription: "Afbeeltsel van Juffer Lijsbeth van Duvoorde, Heer Dircks dochter". (En dépôt au Musée Boijmans Van Beuningen à Rotterdam.)

## Héraldique
Duvenvoorde était un château situé aux environs de Leyde. La branche des Wassenaer qui emprunta son nom à cette seigneurie porta:
- d'or à trois croissants de sable.

Hauwaert, donne à Guillaume van Duvoorde les armoiries suivantes :
- d'argent à trois croissants de sable, à la cotice de gueules brochant sur le tout.

## Sa vie

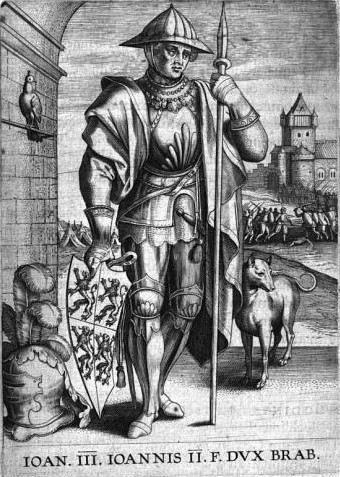
Le duc Jean III de Brabant qui favorisa Guillaume van Duvoorde et l'arma chevalier en 1328

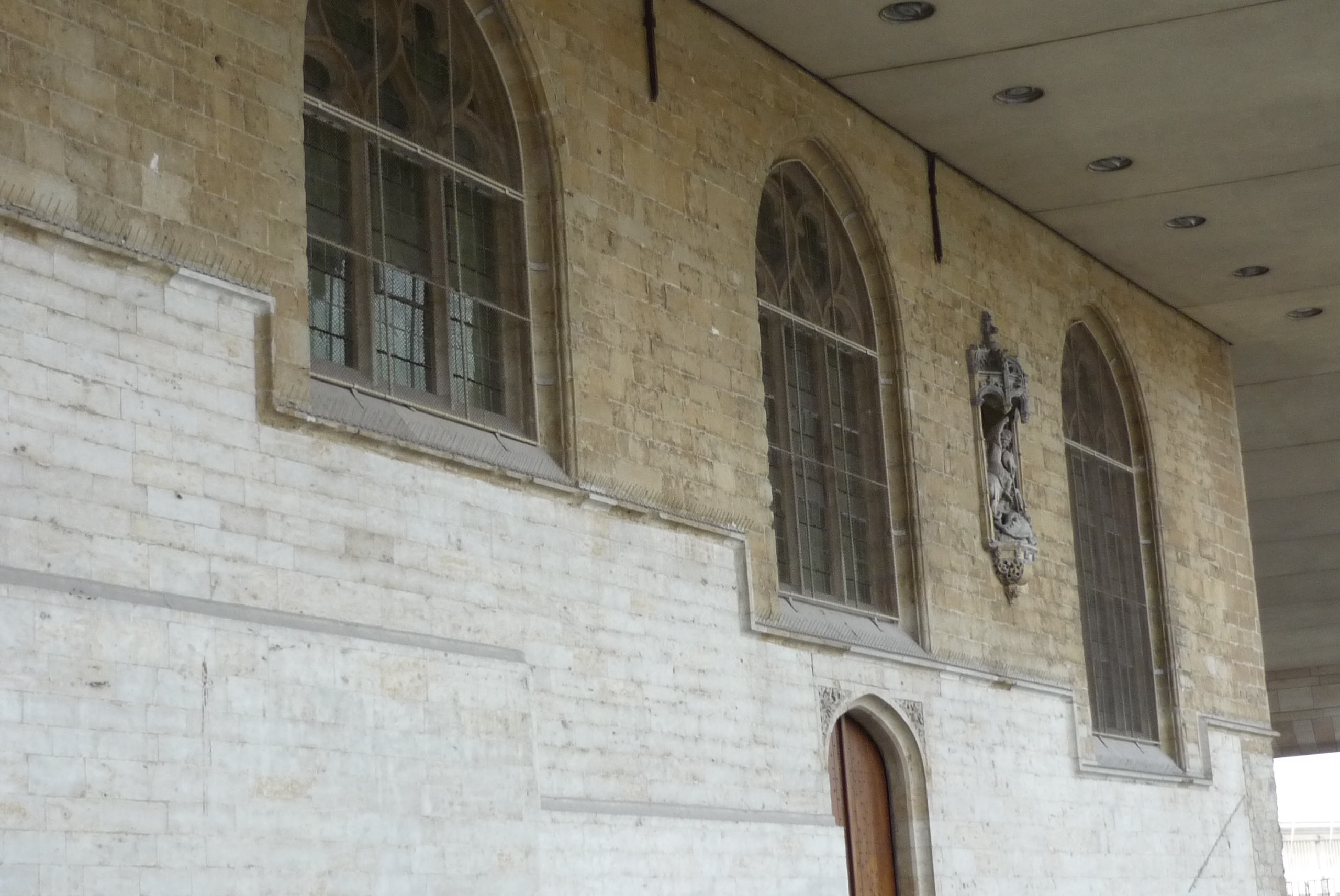
Chapelle van Duvoorde dite actuellement chapelle de Nassau, dédiée à Saint-Georges, actuellement incluse dans les bâtiments de la Bibliothèque royale de Belgique. Dernier reste du palais construit en 1346 par Guillaume van Duvoorde.

Guillaume van Duvoorde, devint un homme extrêmement riche et puissant, puisqu'il avait un revenu annuel de soixante-dix mille écus d'or, somme énorme pour cette époque, il avait acquis cette immense fortune, non seulement grâce à des prêts aux rois et à l'empereur, mais surtout grâce à une organisation et une manière presque moderne de gérer ses possessions et ses revenus.
Il était également très belliqueux et rendit au comte de Hollande des services signalés dans les différentes guerres que celui-ci eut à soutenir.
Il construisit le château de Strijen à Oosterhout, lieu dont il fut nommé Seigneur.
En 1328, grâce à ses nombreuses relations, il fut armé chevalier par le duc Jean III de Brabant, gendre de Guillaume II de Hainaut.
En 1329 il fut légitimé par lettres de légitimation de l'empereur Louis IV de Bavière (v.1286-1347), roi des Romains en 1314 puis empereur des Romains de 1328 à 1347.
Après la mort du comte Guillaume de Hollande et de Hainaut (Avesnes), dont il avait été le favori et le trésorier, Guillame van Duvoorde dut se retirer en Brabant (1337), il y avait apporté une immense fortune.
Il fut bientôt en faveur auprès du duc Jean III de Brabant et vint s'établir à Bruxelles, où en 1346, il se fit construire sur la Montagne de la Cour, quartier occupé par la noblesse et les Lignages, un splendide palais dont la chapelle est toujours existante, et est actuellement enserrée par les bâtiments de la Bibliothèque royale de Belgique. Cet "hôtel van Duvoorde", dont il reste comme bâtiment d'époque la chapelle van Duvoorde passa ensuite à la Maison de Nassau qui lui a donné son nom actuel, il fut ensuite remanié par Engelbert II de Nassau.

## Fondations religieuses
Guillaume van Duvoorde a fondé la Chartreuse de Grammont, puis en 1343 le Couvent des Riches-Claires ou Urbanistes de Bruxelles, situé alors près de la porte de Hal, avant leur installation en 1588 à leur emplacement actuel.

## Sa postérité
Guillaume van Duvoorde n'eut aucun enfant légitime de son épouse Helwige van Vianen, mais il n'en fut pas moins le père de douze bâtards, qui ne purent hériter de lui mais qui reçurent des gratifications après son décès.
Son héritage, en effet, selon le droit féodal revint au fils de son demi-frère Jean II van Polanen, qui eut comme héritier son fils Jean III van Polanen dont la fille Jeanne van Polanen épousa le comte Englebert I de Nassau.
C'est ainsi que l'immense héritage de Guillaume van Duvoorde passa à la famille de Nassau et lui permit plus tard de jouer son rôle historique dans la libération des Pays-Bas.
Actuellement encore, dans la nomenclature des titres de la reine des Pays-Bas figurent des possessions de Guillaume van Duvoorde telles que baronne de Bréda et dame de Mont-Sainte-Gertrude, et le nom de "Guillaume" (ou Willem en néerlandais) porté par de nombreux souverains des Pays-Bas ainsi que l'hymne national néerlandais, le Wilhelmus est le rappel de cet ancêtre fastueux sans lequel la maison d'Orange-Nassau n'aurait pas été ce qu'elle est.

## Ses enfants

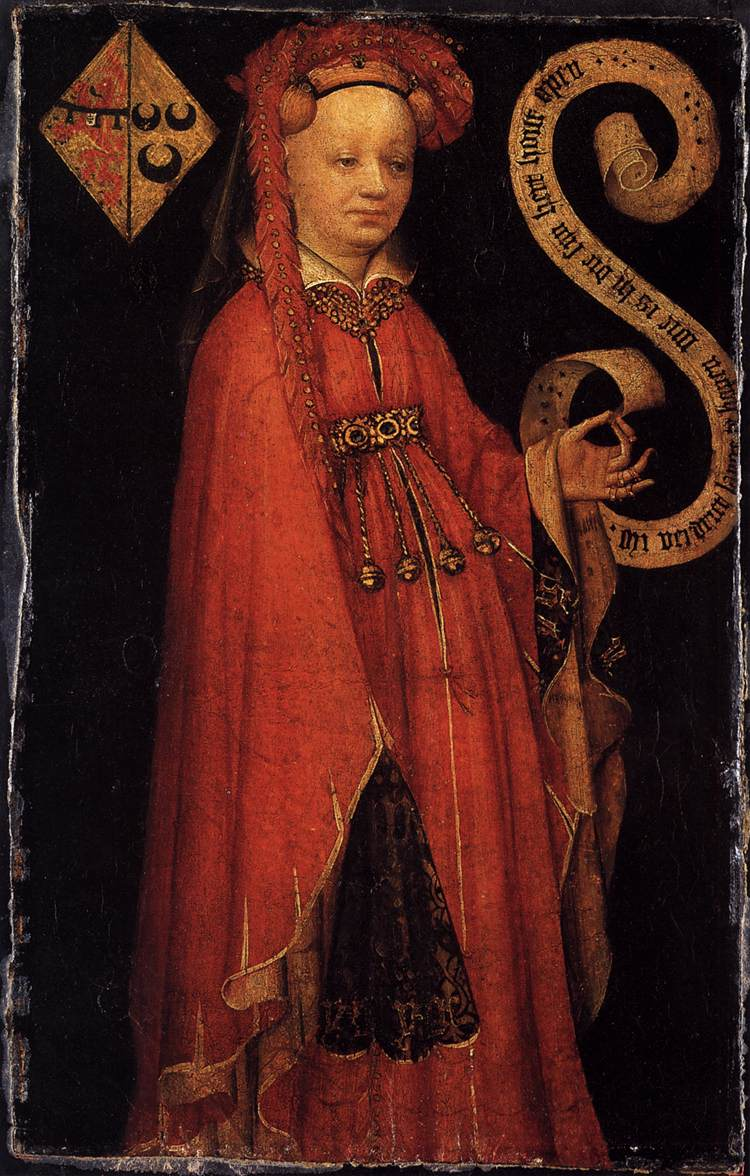
Lysbeth van Duvoorde, portrait avec cette inscription: "Afbeeltsel van Juffer Lijsbeth van Duvoorde, Heer Dircks dochter", circa 1430. Elle a épousé le 19 mars 1430, Symon van Adrichem, chevalier, et mourut la nuit de l'Ascension.1472.

Guillaume van Duvoorde fut père des enfants suivants, nés en bâtardise, qu’il a reconnus :
Il eut de plusieurs femmes dont on ignore le nom :
- Guillaume van Duvoorde (ca. 1303-27 septembre 1345), qui épousa Marguerite de Bouchout.
- Dirck van Duvoorde (ca. 1305-avant le 16 mars 1401).
- Elsebeen van Duvoorde (ca. 1310-) qui épousa en 1331 Jean van Wendelnesse.
- Clementia van Duvoorde (ca. 1312-après le 29 mars 1385), qui épousa le 8 juillet 1334 Jean van Drimmelen.
- Pierre van Duvoorde (ca. 1314-)
- Jean van Duvoorde (ca. 1316-)
- Amalberge van Duvoorde-Wassenaer, dame héritière de Boutersem, (ca. 1317-), qui épousa en 1345 Jean I de Corsselaar-van Wittem.
- Theodoricus van Duvoorde (ca. 1318-)

Il eut d’Aleijt Oemencx, née à Bruxelles en 1298 :
- Beatrice van Duvoorde (ca. 1320- après le 25 november 1387), qui épousa Roelof van Dalem, chevalier, (ca. 1316-avant juin 1361)[2].

Il eut d’une femme dont on ignore le nom :
- Élisabeth van Duvoorde (ca. 1324-), qui épousa le 29 septembre 1353 Wautier van Duffel.

Il eut encore de Gertrude van der Poel (Mont-Sainte-Gertrude, ca. 1300-) :
- Guillaume van Oosterhout, seigneur d’Oosterhout, (Mont-Sainte-Gertrude, ca. 1332- avant le 22 juin 1402).